# Bisingana
Il Bisingana è un torrente del Piemonte che bagna la parte centro-orientale della provincia di Biella; è tributario dell'Ostola.

## Corso del torrente
Il torrente nasce in comune di Curino con due rami sorgentizi (La Valle e Valle Comune) che drenano le acque rispettivamente dei versanti sud-orientale e meridionale della Cima la Guardia (785 m).

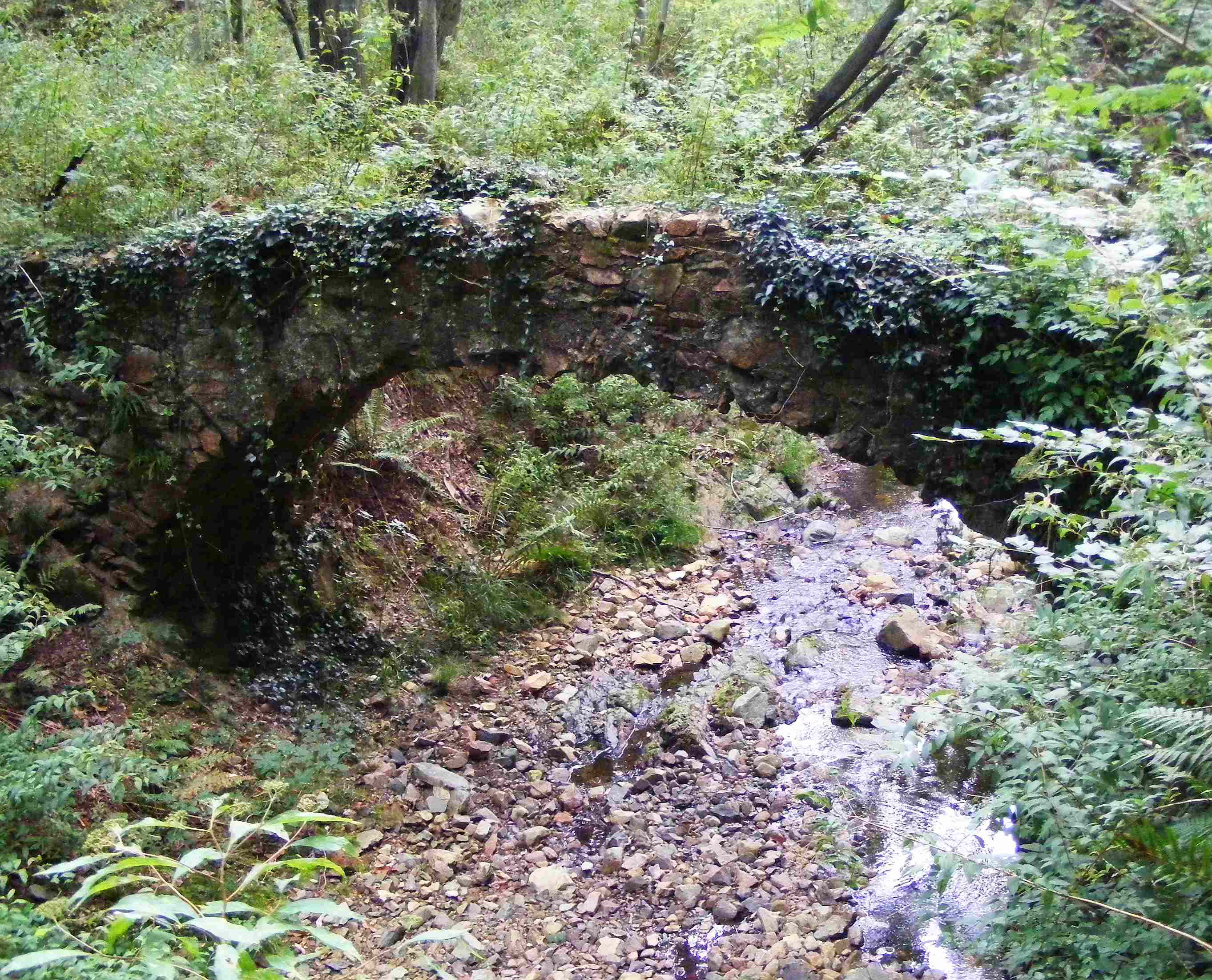
L'antico ponte tra S.Maria e S.Bononio (Curino)

La confluenza dei due ruscelli avviene nei pressi della frazione Vivaro; di qui il Bisingana prosegue verso sud raccogliendo il contributo idrico dei numerosi piccoli rii che scorrono nella sua boscosa valletta.
Il torrente viene poi costeggiato dalla SP 234 Pray-Curino-Brusnengo e, dopo aver ricevuto da sinistra la confluenza della Riale Terla, esce dal territorio di Curino e segna per alcuni km il confine tra i comuni di Masserano e di Brusnengo.
Nei pressi di questo secondo centro abitato viene scavalcato dalla SP 233 Masserano-Brusnengo ed infine, dopo aver serpeggiato nella piccola area pianeggiante a nord-ovest di Brusnengo, confluisce nell'Ostola attorno a quota 250 in comune di Masserano.

## Affluenti
Gli affluenti del Bisingana sono in genere brevi ruscelli collinari senza nome sulla cartografia ufficiale.
Fa eccezione la Riale Terla, che nasce dalle colline della frazione di Curino San Nicolao e confluisce nel Bisingana nei pressi della chiesa di San Grato (363 m).

## Utilizzi

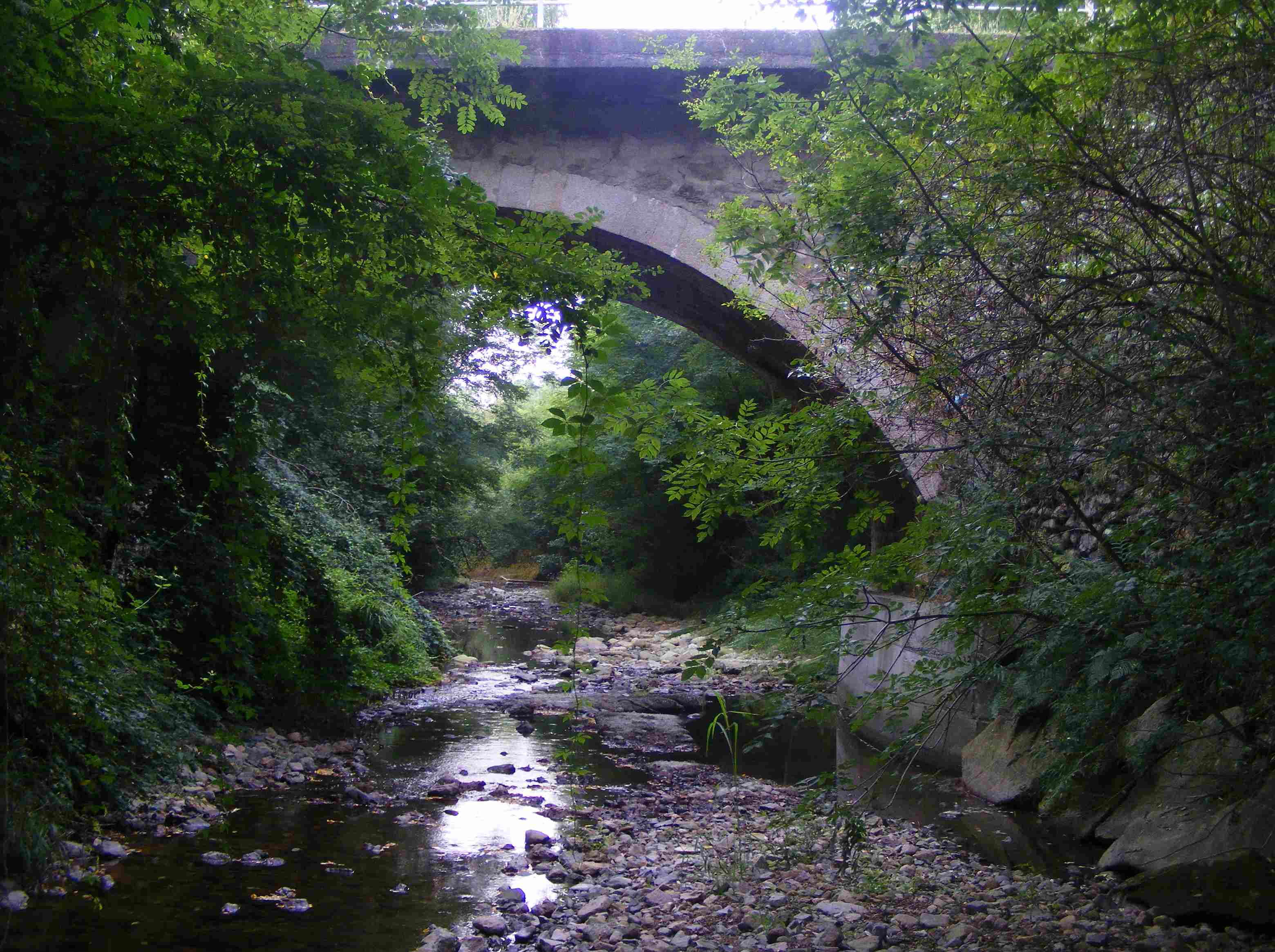
Il ponte sulla SP 234

Un depuratore della capacità di 220.000 m³/anno è attivo in Regione Stella di Brusnengo.

Nonostante le limitate dimensioni del torrente viene seminata (e pescata) una certa quantità di trote.